# RefTeX
RefTeX — это пакет системы управления библиографической информацией, разработанный для использования с Emacs и BibTeX.
Может работать совместно с популярным пакетом AUCTeX. Распространяется под GNU General Public License. Написан Карстеном Домиником, автором org-mode и CDLaTeX, при участии Стивена Эглена. В настоящее время поддерживается проектом AUCTeX.
Был предустановлен в Emacs, начиная с версии 20.2.
На текущий момент разрабатывается исключительно как часть Emacs, начиная с версии 24.3.

## References
1. ↑  Dominik, Carsten. RefTeX User Manual. — Version 4.34. — Free Software Foundation, 2009-08-09.